# Leroy Welsh
Leroy W. Welsh (* März 1844 in Beallsville, Ohio; † 20. August 1879 im Belmont County, Ohio) war ein US-amerikanischer Jurist und Politiker (Republikanische Partei). Er war von 1875 bis 1876 Treasurer of State von Ohio.

## Werdegang
Leroy W. Welsh wurde während der Wirtschaftskrise von 1837 im Monroe County geboren. Seine Kindheit war vom Mexikanisch-Amerikanischen Krieg überschattet. Die Familie Welsh zog 1854 nach Washington Township (Belmont County). 1869 graduierte er an der Ohio Wesleyan University in Delaware (Ohio). Danach studierte er zuhause ein Jahr lang Jura, bevor er das University of Cincinnati College of Law besuchte, wo er 1871 seinen Abschluss machte. Anfang 1872 wurde er Chief Assistant in der Finanzbehörde von Ohio unter seinem Vater Isaac Welsh, den man 1871 zum Treasurer of State von Ohio wählte und 1873 wiederwählte. Leroy W. Welsh bekleidete den Posten bis zum Tod seines Vaters 1875. William Allen, der Gouverneur von Ohio, ernannte daraufhin ihn für die verbleibenden Wochen der Amtszeit seines Vaters zum neuen Treasurer of State von Ohio. Danach kehrte Welsh Anfang 1876 ins Belmont County zurück. Welsh praktizierte dort als Anwalt und eröffnete später eine eigene Anwaltspraxis in Columbus (Ohio). Als er allerdings krank wurde, kehrte er ins Belmont County zurück, um dort zu sterben.